# زابینه هوسنفلدر
زابینه هوسنفلدر (* ۱۸. سپتامبر ۱۹۷۶) یک فیزیکدان نظری آلمانی است که به گرانش و گرانش کوانتومی و همچنین فیزیک فراتر از مدل استاندارد می‌پردازد.